# Christoph Herle
Christoph Herle (República Federal Alemana, 19 de noviembre de 1955) es un atleta alemán retirado especializado en la prueba de 3000 m, en la que consiguió ser subcampeón europeo en pista cubierta en 1979.

## Carrera deportiva
En el Campeonato Europeo de Atletismo en Pista Cubierta de 1979 ganó la medalla de plata en los 3000 metros, con un tiempo de 7:45.44 segundos, tras el suizo Markus Ryffel  y por delante del soviético Aleksandr Fedotkin.